# Club Deportivo Marathón
El Club Deportivo Marathón és un club hondureny de futbol de la ciutat de San Pedro Sula.

## Història
El Club Deportivo Marathón va ser fundat el 25 de novembre de 1925 a San Pedro Sula per Eloy Montes i un grup d'amics. Des d'aleshores ha esdevingut un dels clubs més prestigiosos del país.

## Palmarès
- Lliga hondurenya de futbol: [1]

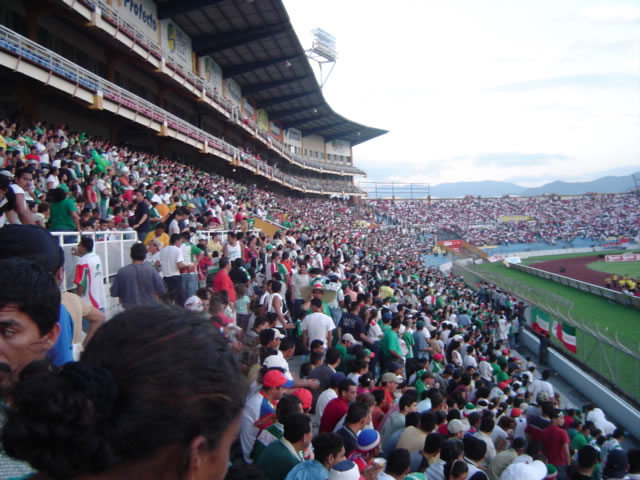
Seguidors del club

  - 1979–80, 1985–86, Clausura 2002, Clausura 2003, Apertura 2004, Apertura 2007, Apertura 2008, Apertura 2009, Clausura 2018
- Copa hondurenya de futbol: [2]
  - 1994, 2017

## Màxims golejadors
(A 27 de gener de 2008)
- Gilberto Leonel Machado: 78 gols
- Pompilio Cacho Valerio: 56 gols
- Arturo "Pacharaca" Bonilla: 54 gols
- Emil Martínez 54 gols
- Roberto "Robot" Bailey: 47 gols
- Mauro "Nayo" Caballero: 42 gols
- Jorge "Cuca" Bueso: 42 gols
- Nicolás Suazo: 42 gols
- Ciro "Palic" Castillo: 35 gols
- Arnulfo Echeverría: 34 gols
- Flavio Ortega: 30 gols